# Bill Voisey
William Voisey, detto Bill (Isle of Dogs, 19 novembre 1891 – 19 ottobre 1964), è stato un allenatore di calcio e calciatore inglese, di ruolo attaccante.

## Carriera

### Nazionale
Fu l'allenatore della Nazionale britannica che partecipò ai Giochi olimpici del 1936.
Guidò la Nazionale per sole due partite: nella prima vinse 2-0 contro la Cina mentre nella seconda perse 5-4 contro la Polonia.